# محمد الفهمي الموصلي
محمد الفهمي الموصلي (1195 - 1250 هـ / 1780 - 1834 م) هو سياسي وعالم وشاعر، من أهل الموصل.
هو محمد الفهمي عبد الله يونس يحيى الموصلي. ولد في الموصل وفيها توفي.
له شعر كثير فقد بفقد ديوانه.